# Disphragis peruviensis
Disphragis peruviensis är en fjärilsart som beskrevs av Paul Dognin 1914. Disphragis peruviensis ingår i släktet Disphragis och familjen tandspinnare. Inga underarter finns listade i Catalogue of Life.